# Inferno (roman de Dan Brown)
Cet article concerne le roman de Dan Brown. Pour le roman de Roger MacBride Allen, voir Inferno.
Pour les articles homonymes, voir Inferno.
Inferno est un roman américain de Dan Brown, et le quatrième opus dont Robert Langdon est le héros.

## Résumé
L'histoire s'ouvre par le suicide d'un client du Président se trouvant à bord d'un yacht luxueux nommé Mendacium. Ce client paraît tel un oiseau déchu qui veut que les gens se souviennent de lui comme étant un juste (le sauveur des hommes) et non comme une bête. 
Robert Langdon se réveille en pleine nuit à l'hôpital, quasi-amnésique et ayant subi une commotion cérébrale. Néanmoins, toutes ses autres fonctions intellectuelles et psychiques  demeurent intactes. Désorienté, blessé à la tête, il n'a aucun souvenir des trente-six dernières heures. Il ignore pourquoi il se retrouve à Florence et d'où provient l'objet que les médecins ont découvert dans ses affaires. Un rêve tourmente son esprit, celui d'une vieille femme voilée portant au cou une amulette et se trouvant au bord d'un lac rouge de sang empli de moribonds : « Cherchez et vous trouverez … le temps presse. » Qu'est-ce que Langdon devra chercher ? Et pourquoi lui reste-t-il si peu de temps ? Y aurait-il un compte à rebours qui s'est mis en marche ?
Accueilli par la doctoresse anglaise Sienna Brooks et le docteur Enrico Marconi, il se demande ce qui s'est passé quarante-huit heures plus tôt et s'il est responsable d'un grave accident. C'est alors que Sienna est contrainte de lui expliquer que quelqu'un a tenté de le tuer et lui a tiré une balle en pleine tête.
Quelques instants plus tard, une jeune femme mystérieuse nommée Vayentha désire rendre visite à Robert Langdon. Impatiente, elle se dirige vers la chambre de Robert et tue, à l'aide d'un pistolet muni d'un silencieux, le docteur Marconi qui tentait de l'arrêter. Par conséquent, Sienna et Robert, affaibli par le sédatif qu'on lui a injecté, s'enfuient ensemble en empruntant les escaliers de secours. Par hasard, à l'extérieur de l'hôpital, un taxi se trouve dans une allée sombre et déserte ; tous deux y montent.
Vayentha, meilleur agent du Président, lui annonce d'une voix stressée la mauvaise nouvelle : Robert Langdon s'est échappé et détient encore l'objet. Robert a survécu car par chance une colombe est apparue et a roucoulé, ce qui explique la faille de la mission de Vayentha.
Sienna conduit Robert vers son vieil appartement et lui donne six comprimés de caféine à croquer pour que les effets du sédatif se dissipent immédiatement. Sienna conduit Robert vers sa salle de bains pour nettoyer son bras ensanglanté en raison de la perfusion.
Elle décide d'aller chercher chez son voisin des vêtements pour Robert pour que ce dernier puisse être présentable face à la police. Durant son absence, Robert tente de savoir les raisons qui l'ont conduit à Florence. Mais il plonge, sans le vouloir au départ, dans le passé douloureux de Sienna Brooks. Voyant des masques sur un programme jaune de théâtre Songe d'une nuit d'été…, le rêve angoissant le submerge à nouveau : toujours celui d'une vieille femme se trouvant près d'un lac ensanglanté. « Je suis la vie » dit-elle et un masque aux petits yeux verts et au nez pointu apparaît soudainement dans le ciel et dit : « Je suis la mort ! » À la suite de ces visions terribles, Robert se réveille en sursaut, se demandant ce qui lui arrive.
Pendant ce temps, le coordinateur logistique du Consortium, Lawrence Knowlton, doit diffuser une vidéo laissée par le client qui s'est tué. Avant sa diffusion officielle, Knowlton décide de la visionner et découvre des images inquiétantes : une grotte remplie d'eau éclairée par une lueur rouge. Sous l'eau, se trouve une plaque en titane sur laquelle il est écrit : « Ici, en ce jour, le monde fut changé à jamais » et, plus bas, le nom du client et une date. À gauche de cette plaque, se trouve un objet sphérique marron à l'aspect étrange. Il renferme un liquide visqueux brun tourbillonnant. Puis, à la suite d'un lent fondu au noir, l'ombre d'une créature mi-homme mi-oiseau (ayant le visage déformé) apparaît sur la paroi de la grotte. Ce « monstre » dit qu'il est l'ombre et qu'il espère que l'humanité comprendra le cadeau miraculeux qu'il laisse derrière lui.
De retour de chez son voisin, Sienna ayant l'air angoissée accroche les vêtements propres de Robert sur la poignée de la porte. Pendant que ce dernier s'habille, elle entre dans une petite salle d'eau non loin de la salle de bain. Sienna rejoint ensuite Robert et teste sa mémoire en lui posant une série de questions  : Comment est-il  arrivé ici dans son appartement ? En taxi, lui répond-il. Et c'est là que Robert lui raconta le rêve qu'il venait de faire. Intriguée, elle sait ce que la jeune femme lui a dit : « Cherchez et vous trouverez. » En effet, à son arrivée à l'hôpital Massachusetts, Sienna a découvert dans la poche secrète de la veste Harry's Tweed de Robert un objet sphérique, étrange, similaire à celui se trouvant près de la plaque en titane : « Ici en ce jour, le monde fut changé. » Et si Robert savait ce que le client du Consortium connaissait ?

## Personnages
- Robert Langdon : professeur d'histoire de l'art d'Harvard et éminent spécialiste des symboles occultes des religions. Il fut convoqué par la directrice de l'OMS et chargé de retrouver une bombe à retardement cachée dans la ville d'Istanbul.
- Sienna Brooks : c'est une agente du Consortium. Elle accompagna Robert Langdon dans sa quête pour retrouver la bombe qui est peut-être une arme bactériologique. C'était  l'amante de Bertrand Zobrist. Sa loyauté envers Langdon sema le doute lorsqu'elle abandonna ce dernier pour détruire la création de son amant.
- Bertrand Zobrist : scientifique ayant conçu une arme bactériologique qui, selon lui, peut sauver l'humanité d'une catastrophe. C'est le principal antagoniste du livre. Il possède une armée de fidèles qui le considèrent comme un héros.
- Le Président : fondateur et dirigeant du Consortium. Il devait respecter les désirs de son client, Zobrist, (dissimuler une arme bactériologique à l'OMS et à Robert Langdon). Dès qu'il sut qu'il participait à une attaque bioterroriste, il coopéra avec le Dr. Sinskey afin de retrouver la bombe. Il fut arrêté par la police turque lorsque Sinskey l'accusa d'être complice de l'attentat organisé par Zobrist.
- Elizabeth Sinskey : directrice de l'OMS et également la Némésis de Bertrand Zobrist. C'est la femme aux cheveux argent dans les hallucinations de Langdon.
- Vayentha : agent du Consortium et meilleur élément du Président à Florence. Elle fut l'assassin chargé de kidnapper Langdon pour que le professeur travaille pour le Président à récupérer la bombe avant l'OMS.
- Jonathan Ferris : agent du Consortium, il fut déguisé sous l'apparence du Dr. Marconi.

## Éditions
Aux États-Unis (version originale), Inferno a été publié le 14 mai 2013 chez Doubleday. En France, le roman est sorti le 23 mai 2013 aux éditions Jean-Claude Lattès. Il a été traduit de l'anglais dans un bunker sous haute surveillance à Milan par Dominique Defert et Carole Delporte.

## Autour du roman
- La couverture du roman représente Santa Maria del Fiore à Florence.
- Robert Langdon voyage en Italie (à Florence) et se trouve confronté à une affaire d'eugénisme en lien avec L'Enfer de Dante Alighieri[3].

## Adaptations au cinéma
Le 17 juillet 2013, Sony Pictures annonce l'adaptation du roman au cinéma. Les précédentes adaptations furent de grands succès au box-office pour un accueil critique mitigé. Ron Howard réalisera le film (tout comme Da Vinci Code et Anges et Démons), avec Tom Hanks, toujours dans le rôle de Robert Langdon, pour une sortie nord-américaine initialement prévue pour le 18 décembre 2015 mais repoussée au 14 octobre 2016, du fait de la sortie nord-américaine de Star Wars, épisode VII : Le Réveil de la Force le 18 décembre 2015.